# ESNA

ESNA ou ESNA European Higher Education News é uma agência de notícias e rede de jornalismo independente, baseada em Berlim e dedicada ao ensino superior e investigação europeus. A ESNA tem como objectivo agir como mediador dentro da comunidade do ensino superior europeu e como seu canal de comunicação com órgãos de comunicação generalistas. Desde o seu lançamento em 2008, a ESNA tem combinado cobertura jornalística de desenvolvimentos da política europeia com uma análise de sistemas educativos internacionais, focando-se na mobilidade global, redes, financiamento e legislação. A ESNA monitoriza a política científica da União Europeia e a internacionalização de universidades europeias. Os serviços da agência incluem revistas de imprensa multilingues e cobertura noticiosa, dossiers, recensão de livros, registo da actualidade políticas de Investigação, agenda de conferências, reportagens, podcast, video jornalismo e tradução. video jornalismo

## História
A ESNA nasceu da publicação LETSWORK Zeitung für studentische Arbeit (Jornal para trabalho estudantil), um jornal trimestral publicado pela primeira vez em 1999 pela associação estudantil T.U.S.M.A., em Berlim.   A T.U.S.M.A. criou trabalho para 20,000 estudantes internacionais e fundou o LETSWORK como um canal multicultural com artigos sobre direitos laborais, migração, cultura em Berlim e para permitir um debate político internacional a partir de baixo.
Em 2002, o LETSWORK evoluiu para WORK|OUT European Students’ Review (Revista dos Estudantes Europeus), publicada pela associação cultural Letswork em Berlim. Esta nova publicação era grátis e multilingue em cidades universitárias alemãs, francesas, italianas, polacas e espanholas e organizava conferências e eventos culturais em Itália e Alemanha.
Graças ao seu “conteúdo inovador e nova abordagem da imprensa”, a WORK|OUT ganhou o prémio nacional Palinsesto Italia, em 2004 e 2005 na secção de imprensa e multimédia. Em 2006, a WORK|OUT foi reconhecida como uma das dez melhores publicações em papel de estudantes na Alemanha.
À medida que a WORK|OUT se distanciava do seu público-alvo inicial e dos interesses centrados nos estudantes, para uma área mais abrangente de políticas e gestão da educação superior, a revista de estudantes começou a transformar-se numa organização diferente. Finalmente, em 2008 o núcleo da WORK|OUT sentiu a necessidade de criar um novo canal profissional e a ESNA European Higher Education News foi fundada.
Desde 2019, ESNA iniciou o projecto “Universidades Unidas da Europa” ou UUU; documenta o desenvolvimento de Alianças Universitárias Europeias,

## Público-Alvo
A ESNA pretende atingir um extenso e diverso público-alvo no sistema de ensino superior europeu. Os seus jornalistas focam-se em notícias relevantes para a gestão universitária, organizações de investigação e associações de estudantes, assim como sindicatos, editoras, institutos políticos e think tanks. A ESNA pretende informar organismos públicos como a Comissão Europeia e ministérios da educação. Além destas organizações, a ESNA colabora com outras empresas de media que se focam em política educativa. Estes incluem redações, agências de imprensa e jornalistas e bloggers de educação e ciência.

## Conteúdo
A rede de notícias ESNA consiste no trabalho de jovens jornalistas focado em notícias de ensino superior e sua análise, assim como desenvolvimentos, conferências e eventos. Assuntos noticiados incluem: rankings universitários internacionais, recrutamento estudantil internacional, internacionalização e investigação no ensino superior. São ainda tratados, temas como os sistemas de educação terceira, financiamento do ensino superior e aproximação ao mercado de trabalho. As políticas europeias, assim como o tratado de Bolonha, são também alvo de cobertura noticiosa. A ESNA está interessada em destacar as barreiras sociais e financeiras à participação, à mobilidade académica e ao diálogo intercultural no ensino superior.

## Rede e actividades
A ESNA gere uma rede de correspondentes em toda a Europa. No momento, opera a quatro níveis: 
1. Escritório editorial em Berlim
2. Correspondentes / Jornalistas
3. Rede de especialistas e analistas
4. Organizações e media parceiros

Construção de rede e envolvimento do leitor são naturais ao modus operandi da ESNA. Outra das vias através da qual a ESNA se integra com e na comunidade científica é através da organização e moderação de conferências. A agência de notícias também oferece estágios semestrais duas vezes por ano para estudantes e licenciados internacionais.   

## Atitude política
A ESNA é um observador jornalístico independente e editor de informação objetiva. A agência traduz notícias das suas línguas originais para inglês para promover o fácil acesso dos artículos relativos ao sistema de ensino superior europeu e política educativa. Em Abril de 2005, a publicação que deu origem à ESNA, a WORK|OUT, organizou uma conferência sobre Censura e Media Livre na Università IUAV em Veneza. Neste evento, Peter Preston, então editor do The Guardian, ajudou a inspirar a missão da ESNA, que seria fundada três anos mais tarde. Preston declarou que “Esta é a parte que os pais fundadores da Europa deixaram de fora. Nós estamos a construir um novo e grande edifício de liberdade sem uma imprensa europeia livre que reflita e vigie este crescimento. Isto deve ser estabelecido do zero, construído através de contactos individuais e entusiasmos individuais. Temos de começar a construir a nossa própria opinião pública, e o momento é agora.”